# Yoshio Nishina

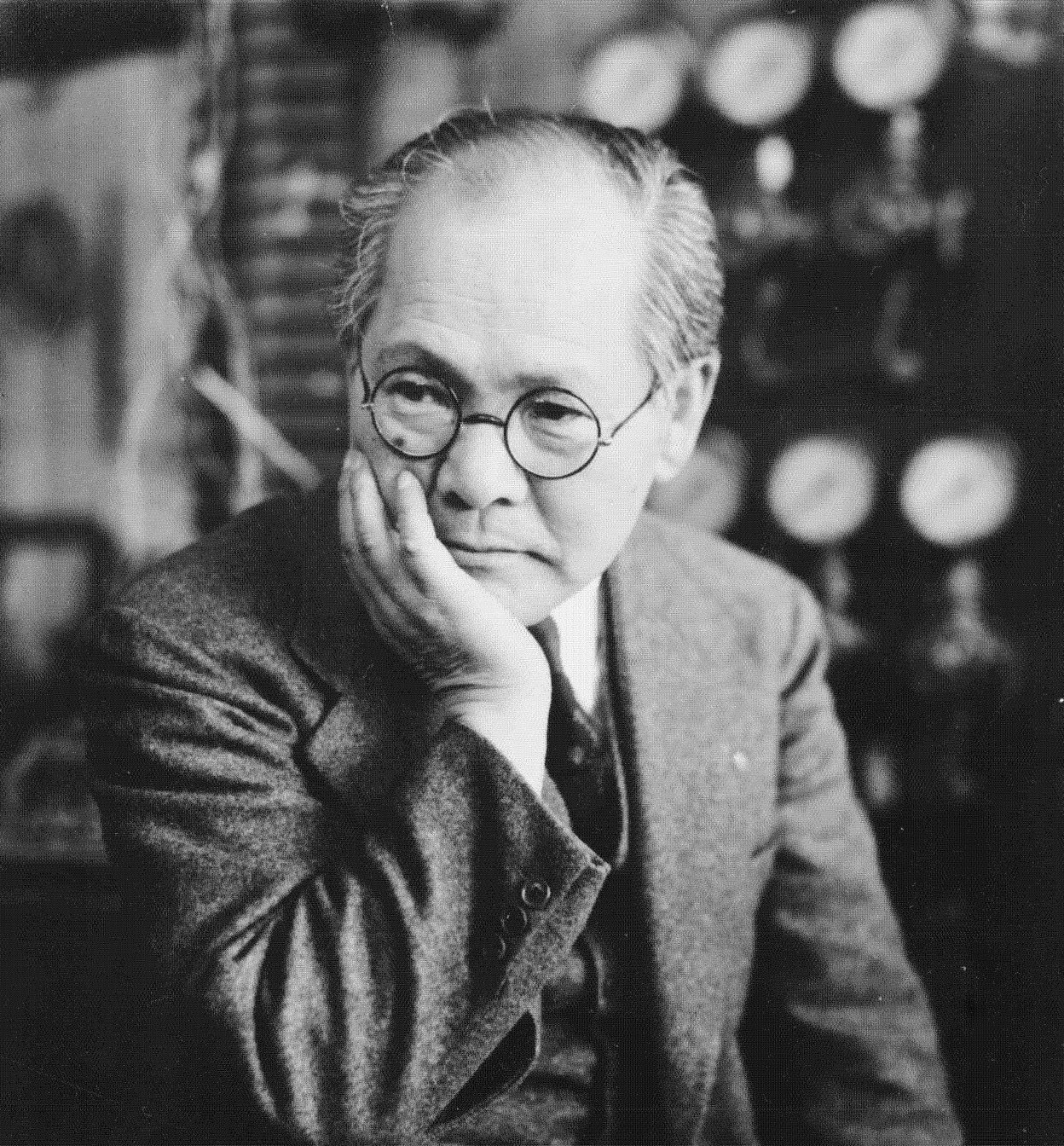
Yoshio Nishina

Yoshio Nishina (n. 6 decembrie 1890 – d. 10 ianuarie 1951) a fost un fizician și un organizator al cercetării științifice japonez. A fost supranumit „părintele fizicii moderne din Japonia”. În colaborare cu Oskar Klein, a calculat secțiunea eficace pentru efectul Compton.